# Мидаграбинские водопады
Мида́граби́нские водопа́ды — группа водопадов расположенных в Северной Осетии в верховьях Гизельдонского ущелья на правом борту реки Мидаграбиндон.
В Мидаграбинском ущелье насчитывается более 50 водопадов, среди них есть мелкие и крупные каскады, сезонные и постоянные. В отдельный класс можно объединить 8 больших водопадов, которые прекращают движение только в период морозов. Это водопады Зейгалан, Тахкадон, Хрустальные (группа из четырёх потоков) и Зеленые (два потока).